# Miron Costin, Neamț
Miron Costin este un sat în comuna Trifești din județul Neamț, Moldova, România.

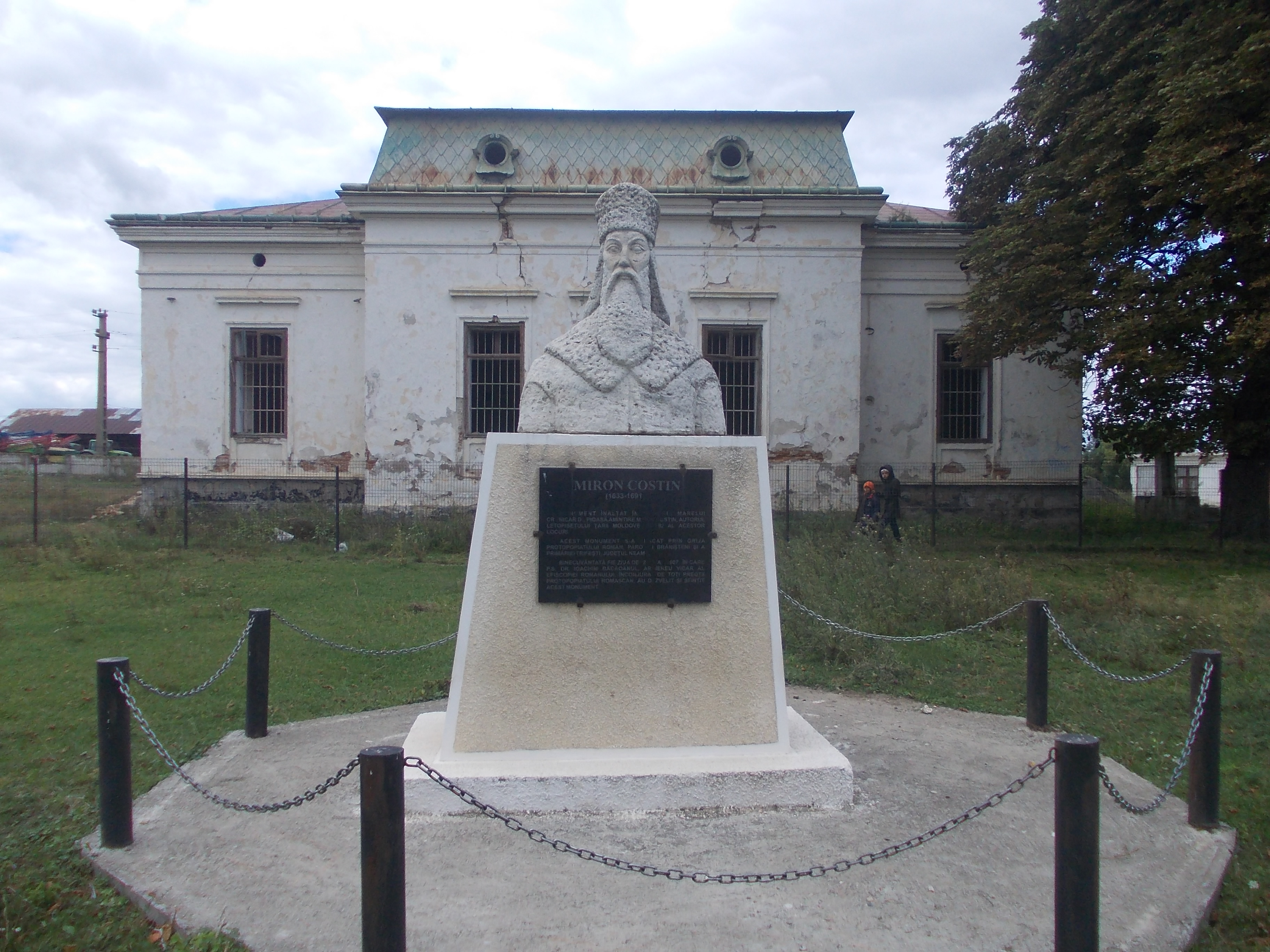
Bustul lui Miron Costin

Miron Costin cunoscută și sub numele de Brănișteni, derivat de la braniște-poiană. Așezarea de răzeși se pare că este atestată printr-un hrisov al lui Roman Vodă, prin care răzeșilor li se stabileau corvezile-contribuțiile pentru întărirea cetății Romanului: câți  răzeși  trebuiau să facă de strajă, numărul de oameni înarmați pe care trebuiau să-l asigure în caz de război. Satul a rămas multă vreme sat de răzeși, de unde și rivalitatea cu cei din satul Trifești, unde se află actualul centru administrativ. La limita dintre satul Miron Costin și Dulcești a fost castelul fratelui cronicarului Miron Costin, din ale cărei rămășițe s-au construit trepete beciuri și alte acareturi prin preajma celui de Al Doilea Război Mondial.
La intrarea în sat dinspre Drumul Tărnii, s-au descoperit rămășite de locuire anterioarăFormat:La ce?, dar din cauză că nu au fost fonduri nu s-au efectuat săpături; evenimentul avea loc prin anii 1963-1964. Satul a fost colectivizat. Conacul fostului moșier Capri(?) a fost transformat în sediul primăriei și ulterior al CAP-ului.  În perioada 1960 - 1963 fostele grajduri au fost transformate în școală de 7 clase, sală de cinema și cămin cultural precum și prima bibliotecă din istoria satului. Până la acea dată cei ce  voiau să facă mai mult de patru clase trebuind să meargă la Trifești sau la Roman, de cele mai multe ori făcând naveta pe jos, trei km până la Trifești sau 10 km până la Roman; pe scurtătura de la podul Prefabricatelor, sau chiar pe cel de calea ferată. Sunt multe povești despre locurile din prejma Miron Costin-ului, precum despre gorganul de la Dealul Viei unde se spune că ar fi înmormântați tătarii uciși într-o bătălie de Ștefan cel Mare, alții susținând că de fapt ar fi mult mai vechi de pe vremea năvălirilor migratoare.
Cum cobori în șesul Moldovei, pe poteca ce duce spre satul țiganilor (nu se inventaseră romii) unde au fost cândva vreo 5 case (bordeie), se găsește un minunat izvor cu apă limpede și rece și care în vremurile de demult curgea mândru printr-un budan din lemn de stejar ce fusese scobit prin ardere. Pe un mic tăpșan din apropiere descopeream resturile unor vase minunate, porțelanuri brodate cu aur, în mica pădurice de salcâm și stejar încă se mai găseau resturi de vită sălbatică, de unde și denumirea. 
Biserica din sat datează oficial de la 1520, dar este construită pe locul uneia mult mai vechi. În cadrul bisericii și-a dormit o parte din somnul de veci capul lui Miron Costin ce a fost strămutat apoi la Iași.
Acest sat se află pe pârul Brănișteni (de la Brănișteanu), afluent al pârâului Valea Neagră. Satul Brănișteni este contopit și cu un alt sat (Bărboși), iar astăzi poartă numele de Miron Costin. Prima atestare documentară este la 1400, august 4, când se pomenește de Dragomir Brănișteanu, un vechi stăpân al satului din secolul al XIV-lea. Apoi, la 1455, august 29, Petru Aron dă și întărește satul lui Todor a lui Libădulce, ocinile lui, satele anume: Brănișteni, unde este curtea lui, Giulești, Schei, Bărboși, Bisicurești, Frățești pe pârâul Negru, Măsteacănul pe pârâul Negru și pe pârâul Neamț (Ozana): Groși, Moisești, Lisetul, Iubănești. 
Satul Brănișteni a fost stăpânit, în partea a doua a secolului al XV-lea, de către Ieremia vistiernic, care în 1499 zidește o biserică. În secolul al XVI-lea, satul a fost dat lui Ilie și la alții, iar în veacul al XVII-lea exista satul Berbești, care s-a unificat apoi cu Brănișteni.
Un alt sat inclus a fost Românești, al cărui nume îl poartă și pârâul pe care s-a aflat satul, iar Românești vine de la domnitorul Roman, tatăl lui Alexandru cel Bun. A mai fost satul Movileni, în hotar cu Românești, inclus în satul Miron Costin.
În secolul al XVII-lea, satul era "în pâră" (în judecată) cu Cristei vornicu și pe urmă este întărit lui Nicoară Prăjescu și fiului său, Ionașco. În partea a doua a secolului al XVII-lea, satul și moșia erau ale lui Costin hatman, care a murit în Polonia și cei șase copii ai lui au fost aduși în țară de către Iordache Cantacuzino. Dintre fii s-au remarcat Velicio și cronicarul Miron, logofăt pe timpul domniei lui Constantin Cantemir.
Cronicarul Ion Neculce ne spune că un boier, Ilie Țifescu (poreclit Frige-vacă), i-a spus lui Constantin Cantemir că o parte din boieri sunt împotriva lui. Atunci el a trimis imediat slugile să-i aducă la curte. Printre acei boieri era și vornicul Velicio (ginerele lui Toma Cantacuzino de Budești), care a fost închis, bătut și, la îndemnul lui Iordache Rusăt vistiernic, a fost omorât. Apoi, tot la îndemnul vistiernicului Iordache, Miron Costin a fost luat de la curtea Bărboși, de lângă Roman, și dus la Roman de către vătavul Macrei, unde a fost decapitat, fără să fie vinovat, fiindcă el nu știa de uneltirea celorlalți boieri cu fratele său Velicio, mai ales că, tot atunci, lui Miron (om ajuns la 70 de ani) "îi murise giupâneasa". Miron Costin s-a rugat mult să fie dus la Iași, să se dezvinovățească în fața lui Vodă, dar Macrei, om fără milă, l-a decapitat. Feciorii lui Miron au fost închiși dimpreună cu alți boieri care fuseseră la sultan să-l pârască pe Cantemir. Poarta turcească a dat ordin ca boierii închiși de Cantemir să nu fie omorâți, însă domnitorul i-a pus să plătească cheltuielile făcute la Poartă și i-a iertat.
Un rezumat făcut de Mihai Costăchescu după urice (acte) și scrisori moșii ale logofătului Miron Costin ce au rămas fiilor săi după moartea lui, vorbește de datorii ce urmau să se plătească cu moșiile avute și arată: "Mării Sale Vodă a dat poruncă cu zapis părintelui Ghidion Mitropolitul să vândă moșiile cui a da bani la datoriile logofătului Miron și a fiilor săi".
Biserica "Duminica Tuturor Sfinților" din Miron Costin (comuna Trifești) este situată la 8 km vest de Roman (DJ 157), pe valea pârâului Românești (Ghirva) și construită din piatră și cărămidă pe locul unei biserici mai vechi, în anul 1520.
La 1499, Eremia Vistiernicul ce se înrudea prin căsătorie cu Ștefan cel Mare, este promovat, în timpul domniei lui Bogdan al-III-lea.
Acesta il trimite în anul 1507 ca sol la Veneția și pentru că și-a îndeplinit misiunea a fost răsplătit cu un sat (Brănișteni) și câteva mori pe Siret.
La începutul domniei lui Ștefăniță Vodă, poziția lui este solida și apare pe listele divanului încă din 1517.
Astfel el ridica în satul Brănișteni la 1520, probabil pe locul altei biserici din lemn, o frumoasa biserica din piatra, în timpul domniei lui Ștefăniță Vodă.  
La început biserica a fost fără turla. Neculai Stratulat - Hatman în anul 1716, îi adaugă turn înalt de 24 m, lungind biserica cu încă 4 m.
În anul 1884 se îndepărtează contraforturile și se construiesc în interior două arcuri de cărămidă pentru susținerea bolților, se îndepărtează tocurile de piatră de la ferestrele intrate în dărâmare, se scot dalele de piatra de la pardoseala prăbușită din interior din pricina mormintelor și se pardosește cu cărămidă și i se adaugă în fata un pridvor de 6,60 m pe 6,60 m.
În anul 1923 se înlocuiește catapeteasma veche măcinata de cari și igrasie și se pictează de către pictorul Zarna din Focșani.
În anul 1990, cu binecuvântarea Prea Sfințitului Eftimie, Episcopul Romanului, au început lucrările de restaurare sub îndrumarea prof. arh. Alexandru Cișmigiu și asist. universitar Mircea Crișan, sub atenta supraveghere a preotului paroh Agafitei Gheorghe.

## Pisania bisericii
Cu voia Tatălui și cu ajutorul Fiului și cu săvârșirea Sfântului Duh, robul lui Dumnezeu Ieremia Vistiernic a făcut această biserică în numele Duminicii Tuturor Sfinților, în vremea blagocestivului și de Hristos iubitorului Domn Io Ștefan Voievod, în anul 7028 (1520), luna iunie 11 și când ocârmuia mitropolitul Kir Teoctist.

## Biserica "Duminica Tuturor Sfinților"

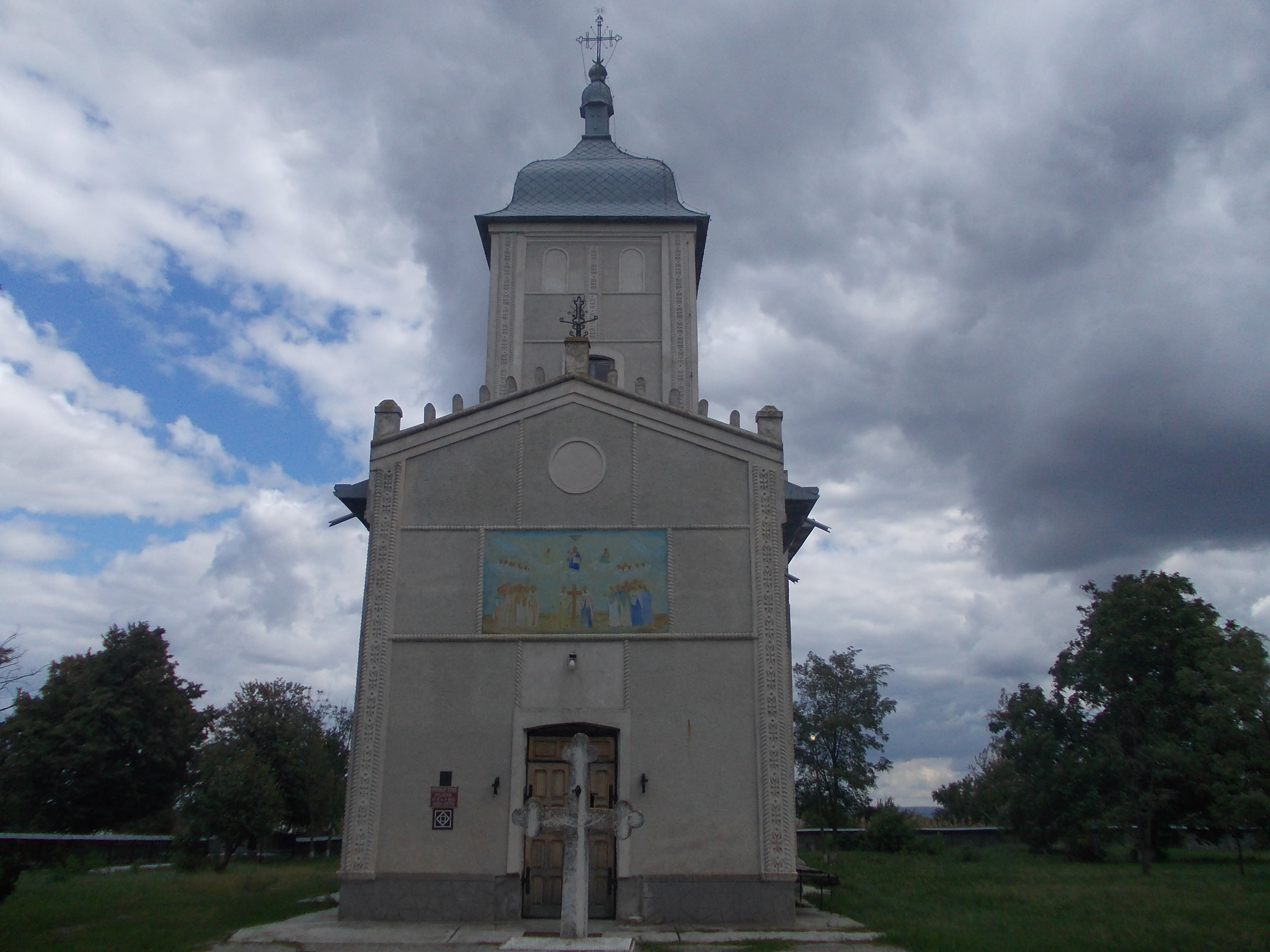

Biserica are formă de navă cu sânurile laterale scobite în grosimea zidurilor, iar în absida altarului s-au deschis două ferestre, caracteristică frecventă în cazul monumentelor din secolul al XVII-lea.
Piatra pentru construcția bisericii a fost adusă cu robi așezați în șir indian din dealurile Budeștilor. Zidurile au o grosime de 1,5 m, lungimea de 28 m, lată de 9 m, susținuta de contaforturi, două bolți de cărămidă. Ușa de la intrare este cea originală, fiind împodobită cu sculptură în piatră ca la bisericile moldovene.
La început biserica a fost fără turlă. Neculai Stratulat - Hatman în anul 1716, îi adaugă turn înalt de 24 m, lungind biserica cu încă 4 m. În turn pune clopot cu inscripția "Acest clopot l-au făcut Neculai Stratulat Hatman la anul 1716."
În anul 1884 se îndepărtează contraforturile și se construiesc în interior doua arcuri de cărămidă pentru susținerea bolților, se îndepărtează tocurile de piatra de la ferestre-intrate în dărâmare, se scot dalele de piatra de la pardoseala prăbușită din interior din pricina mormintelor și se pardosește cu cărămidă și i se adaugă în față un pridvor de 6,60 m pe 6,60 m.
În anul 1923 se înlocuiește catapeteasma veche măcinată de cari și igrasie și se pictează de către pictorul Zarna din Focșani.
În anul 1990, cu binecuvântarea Prea Sfințitului Eftimie-Episcopul Romanului, au început lucrările de restaurare sub îndrumarea prof. arh. Alexandru Cișmigiu și asist. universitar Mircea Crișan, sub atenta supraveghere a preotului paroh Agafitei Gheorghe.
Așa s-au consolidat zidurile, bolțile, s-a decapat tencuiala atât în interior cât și în exterior și s-a retencuit. S-a refăcut din nou acoperișul și s-a pictat integral în tehnica fresco. La încheierea acestui ciclu de lucrări care au durat până în anul 1998, sfântul locaș a fost resfințit de către Prea Sfințitul Episcop Eftimie împreuna cu un sobor de preoți, participând o mare mulțime de credincioși.
Acest mare eveniment pentru parohia noastră a avut loc pe data de 8 noiembrie 1998, biserica noastră primind ca ocrotitori și pe Sf. Arh. Mihail și Gavril. Pe o perioadă de mai bine de 150 ani a trăit și locuit pe aceste meleaguri familia cronicarului Miron Costin și urmașii săi.

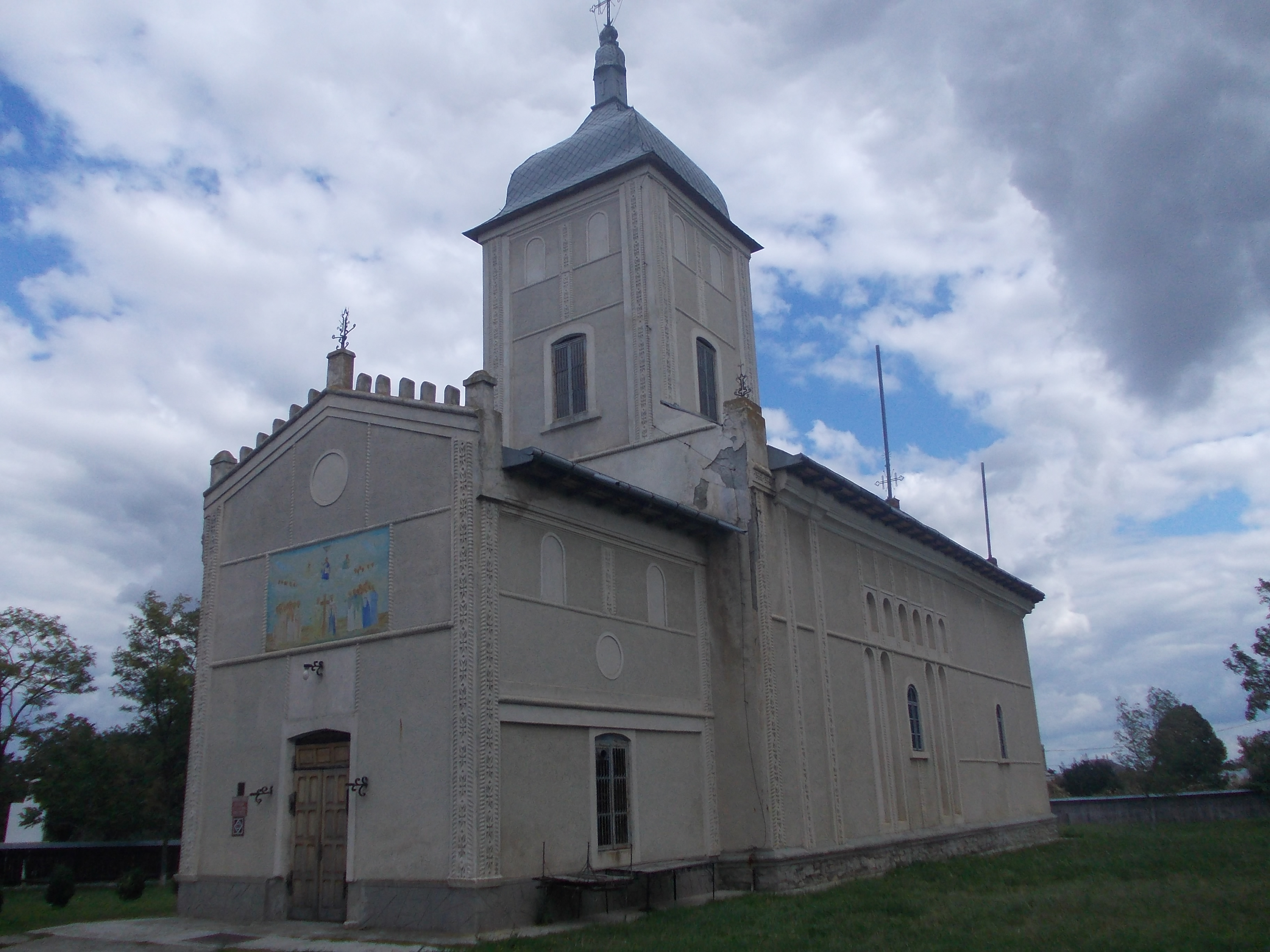

Ca semn de recunoștință și prețuire pentru vasta sa operă istorică care a scris-o cu nobila râvnă de a ajuta, de a învața pe contemporani și pe urmași, la inițiativa preotului paroh și cu binecuvântarea și ajutorul Prea Sfințitului Episcop Vicar Ioachim Băcăoanul, s-a ridicat în parcul din fața bisericii o frumoasă statuie lui Miron Costin.
Acest eveniment a avut loc pe data de 29 mai 2007. Slujba de sfințire și dezvelire a statuii a fost oficiata de Prea Sfințitul Episcop Vicar Ioachim Băcăoanul împreună cu un sobor alcătuit din toți preoții Protopopiatului Roman.
Biserica "Duminica Tuturor Sfinților" din satul Miron Costin (com. Trifești) este înscrisă la poziția 323 din Lista monumentelor istorice din județul Neamț, publicată în Monitorul Oficial al Romaniei.
Codul din lista monumentelor istorice este NT-II-m-A-10634

## Date economice
Locuitorii au ocupații diverse, însa majoritatea se ocupa cu agricultura. Ținând seama de criteriul sortimentului și producției marfă, satul se încadrează preponderent în zona de creștere a animalelor și de cultură a cerealelor, zona cu cea mai mare pondere în teren agricol și arabil al țării.
Ocupația principală a locuitorilor este agricultura, ținând seama de condițiile favorabile dezvoltării acestei ramuri economice, luând în considerație așezarea geografică a localității cât și bogățiile solului. 

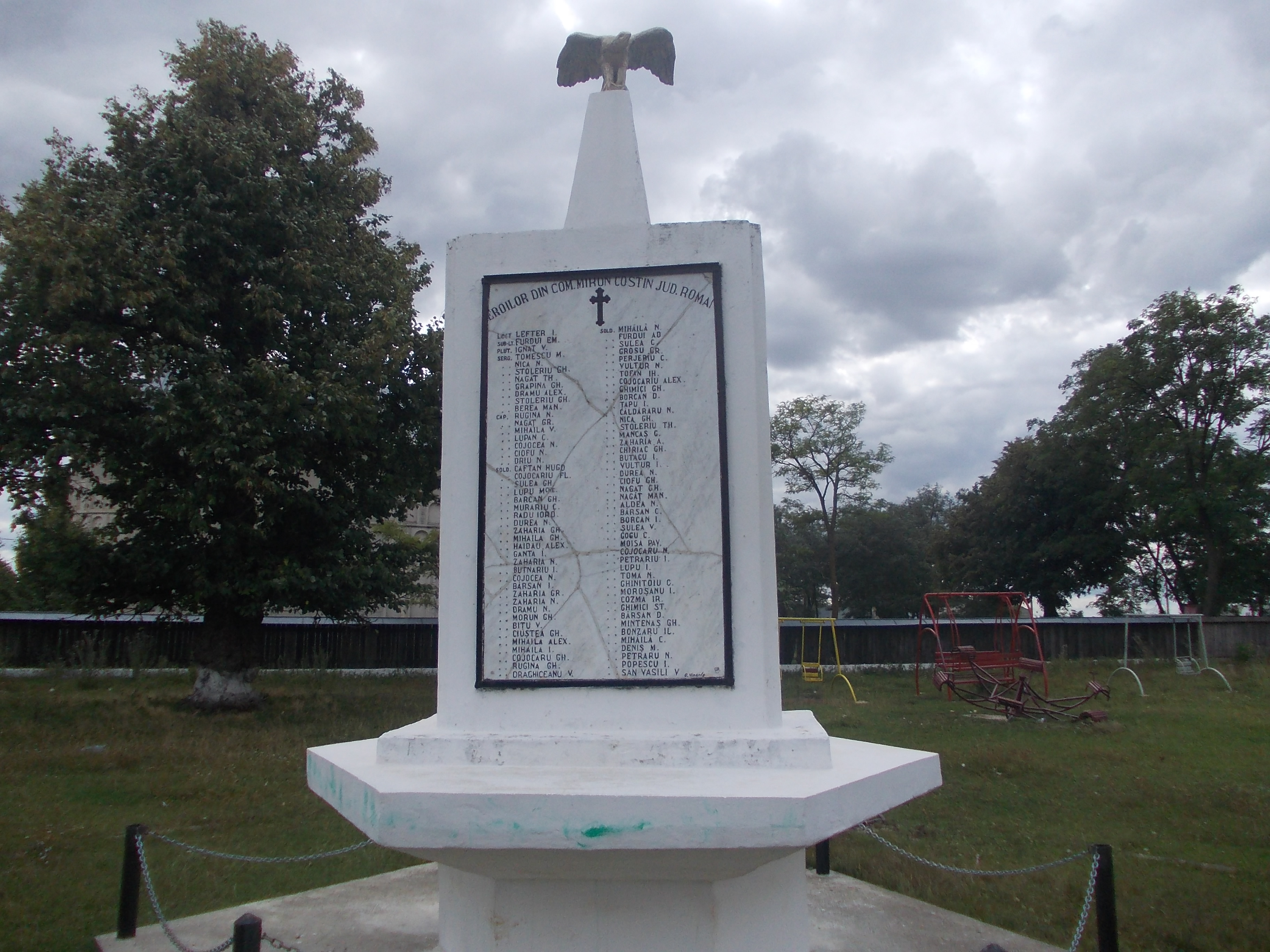
Monumentul Eroilor

Terenul este lucrat particular și în mod asociat prin societăți  și asociații agricole.
Pentru a fi satisfăcute nevoile populației funcționează ateliere de prestări servicii cum ar fi:  fierărie, lemnărie, cojocărie, cismărie, dogărie.
Mai ales pe timp de iarna, cand sunt mai putin ocupate cu muncile agricole, femeile presteaza diferite munci  in gospodarie, ca: tesatorie,  croitorie;
Până în anul 1989, la scoală au fost crescuți viermi de mătase cu sămânța indigena elită și galbenă, apoi rasele Milaneză, de Neapole și Milaneză încrucișată cu Japoneză.
În localitate se practică și apicultura, fiind înregistrate peste 300 familii de albine.
Terenurile bune pentru agricultură, cursurile de apă, bogăția apelor freatice din podul terasei au fost favorabile dezvoltării așezării omenești încă din vechi timpuri.
Climatul este temperat – continental.
````